# Лејкфилд (Минесота)
Лејкфилд (енгл. Lakefield) град је у америчкој савезној држави Минесота.

## Демографија
По попису из 2010. године број становника је 1.694, што је 27 (-1,6%) становника мање него 2000. године.
| Група             | 2000.         | 2010.         |
| Белци             | 1.696 (98,5%) | 1.635 (96,5%) |
| Афроамериканци    | 0 (0,0%)      | 13 (0,8%)     |
| Азијати           | 3 (0,2%)      | 2 (0,1%)      |
| Хиспаноамериканци | 16 (0,9%)     | 37 (2,2%)     |
| Укупно            | 1.721         | 1.694         |